# Østafrika
Østafrika er en region som inkluderer 13 lande i den østlige del af det afrikanske kontinent og udfor Afrikas østkyst.

## Lande, der altid er inkluderet i udtrykket Østafrika
- Djibouti
- Eritrea
- Etiopien
- Somalia
- Burundi
- Kenya
- Rwanda
- Tanzania
- Uganda
- Comorerne
- Madagaskar
- Mauritius
- Seychellerne